# Озган, Айсель
Айсел Озган (тур. Aysel Özgan; род. 5 мая 1978, Гиресун) — турецкая паралимпийская спортсменка, соревнующаяся в стрельбе из пистолета. Участница Летних Паралимпийских игр 2008, 2012 и 2016 годов.

## Спортивная карьера
Айсель Озган начала заниматься спортивной стрельбой в 2004 году, когда в её родном городе Гиресун проходил чемпионат Турции по стрельбе. По совету своих друзей она подала заявку на участие в чемпионате и в итоге оказалась единственной женщиной-спортсменкой на соревнованиях. Несмотря на то, что ранее она не имела опыта обращения с огнестрельным оружием, она выиграла чемпионат с первой попытки.
Айсель Озган получила приглашение на отборочные соревнования, и через год после первого турнира, в котором она принимала участие, была отобрана в национальную паралимпийскую команду по стрельбе.

### 2024
На Паралимпийских играх в Париже 2024 года завоевала серебряную медаль в стрельбе из пневматического пистолета на 10 метров в классе SH1 (P2).